# Jesús Ángel García
Jesús Ángel García Bragado (ur. 17 października 1969 w Madrycie) – hiszpański chodziarz.
Wielki rywal Roberta Korzeniowskiego. Złoty medalista mistrzostw świata w Stuttgarcie (1993) w chodzie na 50 kilometrów. Podczas mistrzostw świata w 1997 i 2001 przychodził na metę tuż za Polakiem. W 2009 ponownie sięgnął po medal mistrzostw świata zdobywając brązowy medal w Berlinie. Na mistrzostwach Europy w 2002 zdobył medal brązowy, a w 2006 - srebrny. W 1997 wygrał też zawody o Puchar Świata – wszystkie największe sukcesy osiągnął w chodziarskim maratonie. Nie wiodło mu się natomiast na igrzyskach olimpijskich.